# 2 janvier 2011
Le dimanche 2 janvier 2011 est le 2e jour de l'année 2011.

## Décès
- Anne Francis 	Actrice américaine (durant 64 ans).
- Hans Kalt 	Avironneur suisse (à deux, sans barreur), médaillé olympique d'argent (Londres, 1948) (avec son frère Josef) et de bronze (Helsinki, 1952) (avec Kurt Schmid).
- Tove Maës 	Actrice danoise. 	89 	(da) [9] [archive]
- Émile Masson junior 	Cycliste belge qui remporta le Paris-Roubaix 1939 et la Flèche wallonne 1938.
- John Osborne 	Homme politique des Antilles, qui fut Premier ministre de Montserrat.
- Pete Postlethwaite 	Acteur britannique.
- Miriam Seegar 	Actrice américaine de cinéma (1928-1933), puis designer.
- Patricia Smith 	Actrice américaine.
- Margot Stevenson (en) 	Actrice américaine.
- Szeto Wah 	Activiste politique de Hong Kong, président de l'Alliance pour la démocratie en Chine.
- Robert Trumble (en) 	Écrivain et musicien australien, spécialiste des œuvres musicales de Vincent d'Indy.
- Richard D. Winters 	Officier américain, héros de la Seconde Guerre mondiale.

## Événements
- Recueillement de François Fillon en Égypte à Alexandrie après l'explosion d'une bombe devant une église copte[1].
- Acquisition définitive des chaînes télévisées TMC et NT1 par la chaîne française TF1[2].
- Une hausse du prix du carburant attendue en Bolivie[3].
- 200 000 personnes touchées par des inondations dans la région du Queensland en Australie[4].
- En Espagne, une loi anti-tabac plus stricte a été mise en vigueur[5].
- Un séisme de magnitude 7,1 s'est produit dans le centre du Chili, à l'intérieur des terres, à 171 km au Sud de Concepción[6].